# Xhauga
Xhauga è un villaggio del Botswana situato nel distretto Nordoccidentale, sottodistretto di Ngamiland West. Il villaggio, secondo il censimento del 2011, conta 767 abitanti.

## Località
Nel territorio del villaggio sono presenti le seguenti 2 località:
- Easy Link Farm di 1 abitante,
- Xhauga Lands di 111 abitanti